# Das ABC des Buchverbots
Das ABC des Buchverbots (Originaltitel: The ABCs of Book Banning) ist ein US-amerikanischer Dokumentar-Kurzfilm der Regisseurinnen Trish Adlesic, Nazenet Habtezghi und Sheila Nevins aus dem Jahr 2023. Der Film wurde für die Oscarverleihung 2024 als bester Dokumentar-Kurzfilm für den Oscar nominiert.

## Inhalt
Der Dokumentarfilm befasst sich mit der Zensur von Büchern in Schulbibliotheken des Martin County in Florida, vor allem aus der Perspektive der betroffenen Schüler. Neben Nachrichtenmeldungen und Interviews der Schüler enthält es als Aufmachung und zum Ende eine Rede der hundertjährigen Grace Linn vor dem Schulausschuss des County gegen die Zensur. Die Schüler sprechen über das Verbannen von Werken wie Art Spiegelmans Maus oder das Tagebuch der Anne Frank und Bücher über Rosa Parks oder LGBTQ-Jugend. Autoren solcher Bücher sind zu hören, aber auch Autoren wie Amanda Gorman und Nikki Giovanni.

## Hintergrund
Es ist das Regiedebüt von Sheila Nevins, die als Produzentin zahlreicher Dokumentarfilme preisgekrönt war. Inspiration für das Projekt war ein Fernsehbericht über die hundertjährige Grace Linn, die sich vor dem Schulausschuss des Martin County (Florida) gegen geplante Entfernungen von Büchern aus den Schulbibliotheken aussprach. Linn hatte argumentiert, dass ihr Ehemann im Zweiten Weltkrieg gegen den Nationalsozialismus gekämpft habe. Das erste was Nationalsozialisten getan hätten sei das Verbot von Büchern gewesen. Nevins habe sich nach eigenen Angaben gedacht, wenn die Hundertjährige sich wehren könne, dann solle sie als nur 84-jährige nicht zurückstehen.

## Aufführung
Der von MTV Documentary Films produzierte Film feierte während der Bannes Book Week beim Woodstock Film Festival Weltpremiere.
Neben den üblichen Vertriebswegen ließ die Produktionsfirma im Januar 2024 den Kurzfilm in öffentlichen Bibliotheken in den gesamten Vereinigten Staaten kostenlos zeigen.

## Preise und Nominierungen
- 2023 Critics' Choice Documentary Awards: Bester Dokumentarkurzfilm (Nominierung)
- 2024 Oscars: Bester Dokumentar-Kurzfilm (Nominierung[4])[5]
- 2024 Astra Film Awards: Bester Kurzfilm (Nominierung)